# Matéria escura fria
Na cosmologia e na física, a matéria escura fria (MEF) é uma forma hipotética de matéria escura  cujas partículas se movem lentamente em relação à velocidade da luz (o frio em MEF), uma vez que o universo quando tinha aproximadamente um ano continha a massa de uma galáxia típica); e interagem muito fracamente com matéria ordinária e radiação eletromagnética (a escuridão em MEF). Acredita-se que aproximadamente 84,54% da matéria no universo seja de matéria escura, com somente uma fração pequena que é a matéria bariônica ordinária que compõe as estrelas, planetas e organismos vivos. A teoria da matéria escura fria foi pela primeiraves publicada por James Peebles, em 1982;